# Sico I de Benevento
Sico I (cca. 758 – 832) a fost principe longobard de Benevento de la 817 până la moarte.

## Viața

Solidus purtând efigia lui Sico pe avers şi pe Arhanghelul Mihail pe revers

Înainte de a deveni principe de Benevento, Sico fusese gastald de Acerenza. După asasinarea principelui Grimoald al IV-lea de Benevento, Sico a succedat pe tronul princiar. El a acordat aceleași garanții lipsite de conținut și fidelitate către împăratul Ludovic Piosul pe care le făcuse și predecesorul său.
Sico a încercat să extindă principatul de Benevento în detrimentul Bizanțului. El a asediat Napoli (probabil în jur de 831), însă nu a reușit să ocupe orașul. Tot ceea ce a reușit a fost să preia moaștele sfântului patron napolitan, Sfântul Januarius, care era originar din Benevento. Tot Sico este cel care a întemeiat ramura principilor de Capua prin conferirea acelei vechi fortărețe către Landulf I de Capua, cu titlul de gastald. La rândul său, Landulf l-a onorat pe binefăcătorul său prin numirea primului său ca Sicopolis.

## Copii
Atunci când Sico a murit, el a fost succedat de fiul său, Sicard. Fiica sa, Itta s-a căsătorit cu ducele Guy I de Spoleto.